# 린뱌오
린뱌오(林彪(중국어: 林彪, 병음: Lín Biāo, 한자음: 임표), 1907년 12월 5일~1971년 9월 13일)는 중화인민공화국의 군인, 혁명가, 정치인이다. 중화인민공화국 국방부 부장과 중공 국무원 정무담당 부총리 겸 총리 권한대행을 지냈다.
그는 지휘관으로서 랴오선 전역을 인민해방군의 승리로 이끌었으며, 남부지역에서도 중국국민당 잔당을 격파하며 중화인민공화국 건국에 큰 공을 세웠다. 중화인민공화국 설립 이후 잠시 은퇴했으나 1954년 부총리로 복귀했고, 1958년에는 중국공산당 부주석으로 임명되었다. 1966년 문화대혁명이 시작되자 마오쩌둥은 린뱌오를 후계자로 생각했다. 그러나 1971년부터 시작된 마오쩌둥의 잦은 의심으로 인해 린뱌오는 은둔했고 저우언라이의 설득에도 불구하고 마오쩌둥은 결국 린뱌오와 지지자들을 제거하기로 결심했다. 1971년 결국 린뱌오는 9·13사건으로 인해 사망하였다.

## 생애

### 초기 이력
어렸을 때의 이름은 린위룽(林育蓉)으로 청나라 후베이성 황강의 수공예 장인 집안에서 태어났다. 그러나 지역 군벌의 횡포로 공장은 문을 닫았고 그의 가족은 상하이로 이사했다. 린뱌오는 학생운동에 관심이 많았고, 상하이 학생운동에 여러번 참가했다. 그러나 소심하고 내성적인 성격이었던 린뱌오는 학생운동에 나설 자신이 없어 중도에 포기하였고, 1922년에 국립 공업과목사범학교인 우창공진학교에 수석으로 입학했다.
1923년 린뱌오의 가족은 생활고를 겪게 되었고, 장남인 린뱌오는 학교를 결국 자퇴 후 생활비를 벌기 위해 초등학교 조교일을 했다. 1925년 중국 공산주의 청년단에 가입했고, 18세 때인 이듬해 1926년 황푸 군관학교에 입학했다. 그때 장제스와 소련 교관 바실리 블류헤르의 애제자가 되었다. 린뱌오는 자신보다 9살 많은 저우언라이를 스승으로 모시고 그에게 병법, 사격술, 현대적인 전술 같은 군사과목을 배웠다. 같은 해 북벌에 참여했고, 몇달 사이에 소대장에서 시작해 국민당군의 대대장으로 승진했다. 1927년에는 대령으로 진급하였다.

### 혁명 활동
이후 공산당에 대한 탄압이 시작되자 린뱌오는 국민혁명군에서 사직하고 마오쩌둥과 주더가 지휘하는 장시 소비에트의 홍군에 합류했고, 이후 눈부신 군사적 재능을 발휘하여 1934년에는 홍군의 제1군단장까지 승진하였다. 린뱌오는 펑더화이와 함께 홍군의 가장 유능한 야전 사령관으로 꼽혔다. 이후 부대를 이끌고 장정에 참여하여 1936년에는 옌안에 도달하였다. 이때 장정에 참여한 사람은 훙쉐즈나 쑤위뿐만이 아니라 조선민주주의인민공화국의 군인이었던 김무정도 있었다.
제2차 국공 합작이 성립하여 공동 항일전선이 만들어지자, 1937년 9월 린뱌오는 제115사단을 이끌고 산시성 핑싱관에서 일본군 제5사단을 매복 공격하여 격멸하였다. 이는 중일 전쟁 개전 이후 연전연패하던 중국 측의 최초의 승리로서, 중국인의 사기를 크게 올리고, 공산당의 선전 활동에도 크게 기여했다. 1938년 3월, 전리품으로 얻은 일본군 망토를 입고 승마 중 일본군으로 오인되어 아군에게 오인 사격을 받아 머리에 큰 부상을 입고, 이후 옌안으로 후송되었다가 후에 소련 모스크바로 이동해 1942년까지 요양하였다. 이때 신경의 부상으로 물과 바람을 매우 두려워하게 되었으며, 산수화까지 보는 것을 두려워할 정도였다고 한다. 이후 옌안으로 돌아와 항일군정학교와 중앙당학교의 교장을 맡았다.
1945년 8월 15일 일본의 연합군 상대로써 차라리 무조건 투항 선언에 뒤이어 국공 내전이 일어났는데, 국민당군은 수적으로 우세했을뿐만 아니라 미국의 원조로 최신무기로 무장하고 있었다. 그래서 공산군은 후퇴를 거듭했고, 본부가 있던 옌안마저 함락되었다. 린뱌오는 동북항일연군이 개편된 둥베이 인민해방군 총사령관을 맡아 1948년 11월 만주 지역에서 수적으로 우세한 국민당군을 격파하였다. 린뱌오의 승리를 기점으로 전세는 공산당쪽으로 기울었고, 린뱌오는 제4야전군으로 개편된 자신의 부대(총병력 백만)를 이끌고 계속 남하하여 1949년 2월에는 베이징을 함락시켰고, 장강을 도하하여 1950년까지 중국의 최남단인 광시성까지 도달하였다.

### 중화인민공화국 수립 이후
중화인민공화국 성립 이후, 중화인민공화국 원수 계급을 받았으며, 당과 군에서 고위직까지 올랐지만, 부상 후유증 때문에 활발한 활동을 하지 못했다. 한국 전쟁에서 유엔군이 북진했지만, 그는 마오쩌둥의 조선민주주의인민공화국 출병 계획에 반대했고, 이후 린뱌오의 제4야전군은 펑더화이가 맡아 조선민주주의인민공화국으로 출병했다. 1955년에는 인민해방군에 계급 제도가 도입되어 중화인민공화국 원수 계급을 받았다.

### 마오쩌둥의 후계자
1959년 루산 회의에서 국방부장을 맡고 있던 펑더화이가 대약진운동의 폐해를 비판하자, 마오쩌둥은 바로 펑더화이를 해임하고 린뱌오를 국방부장으로 임명하였다. 이후 펑더화이는 완전히 몰락했고, 린뱌오는 권력의 핵심으로 떠오르게 되었다. 1962년 중인국경분쟁에서 린뱌오의 지도를 받은 중국군이 인도군을 격파하고, 당에서도 린뱌오가 류사오치에 맞서 마오쩌둥을 지지하자, 마오쩌둥은 린뱌오를 더욱 신임하게 되었으며, 문화대혁명이 시작되자 린뱌오는 이에 앞장을 서 절대적 존재가 된 마오쩌둥의 공식 후계자로 떠올랐다.

### 몰락
그러나 군부의 강한 지지를 업고 점차 자신의 세력을 키우던 린뱌오를 경계하던 마오쩌둥은 린뱌오를 제거하기로 마음먹고, 착착 준비를 실행시키고 있었다.
1971년 9월 마오쩌둥은 남부를 시찰하며 린뱌오를 비판했고, 린뱌오는 이를 자신에 대한 제거 신호로 보고 중화인민공화국 공군 중위로 있던 아들 린리궈(林立果, 1945년 ~ 1971년 9월 13일)와 함께 마오쩌둥 암살 및 쿠데타를 기도했으나 예상과 달리 마오쩌둥이 베이징으로 빨리 복귀하는 바람에 쿠데타 미수에 그치고 말았다.
결국 린뱌오는 가족들과 함께 서둘러 호커 시들리 트라이덴트 1E 여객기를 타고 소련으로 망명했으나, 몽골 상공에서 비행기가 추락하여 사망하였다. 린뱌오의 갑작스러운 쿠데타 기도, 망명과 죽음은 아직까지도 불명확한 점이 많다.
사후 장칭이 노쇠한 마오쩌둥을 대신하여 사실상의 최고 집권자가 되었고, 린뱌오를 반역자(汉奸)로서 규정하였다. 사후 모든 공적과 당직이 박탈되었고, 린뱌오와 공자를 비판하자는 비림비공운동이 시작되었다. 덩샤오핑의 집권 이후에도 문화대혁명 때 박해받은 류사오치와 펑더화이는 복권되었지만, 문화대혁명의 주도자 중 한 명이었던 린뱌오는 복권되지 못했다.

## 사생활
쾌락, 권력, 여색을 탐한 자신의 상관인 마오쩌둥과 달리, 린뱌오는 검소하고 소박하게 살았다. 린뱌오 비서의 일기장에 따르면 린뱌오는 취미도 친구도 별로 없어 소소하고 밋밋한 삶을 살았다고 기록되어 있다. 다만 음악에는 조예가 있더 피아노와 같은 건반 악기를 유창하게 다뤘다고 한다.
소심한 성격인 린뱌오는 외출을 싫어했고, 혼자 있는 것을 좋아해 대낮에도 암막을 치고 칠흑같은 어두운 방에서 생활했다. 1938년 항일전쟁 중 아군의 오발로 두개골과 대뇌에 심각한 손상을 입은 린뱌오는 평생 언어장애와 불면증에 시달리게 되었다.
린뱌오는 자동차를 운전하는 취미가 있었는데 중국공산당의 고관대작들이 운전기사를 고용할 때에도 그는 직접 자가용을 운전했다. 린뱌오는 왜소하고 깡마른 체형이었지만 자가용을 몰고 산을 오르는 꽤나 과격한 운전을 선호했다.
술과 담배는 일절 하지 않고, 먹는데도 취미가 없던 그였지만 소련에서 베이컨을 처음 맛본 림뱌오는 '베이컨이야말로 불면증의 진정한 치료제이다'라고 주장하며 늘 즐겨 먹었다.

## 같이 보기
- 주더
- 둥비우
- 쑹칭링
- 마오쩌둥
- 예젠잉
- 펑더화이
- 저우언라이
- 덩잉차오
- 류사오치
- 덩샤오핑
- 리셴녠
- 양상쿤
- 장칭
- 후야오방
- 장춘차오
- 화궈펑
- 장쩌민
- 리펑
- 야오원위안
- 왕훙원
- 중국개국원수

| 전임 천윈 | 중화인민공화국 국무원 상무부총리 1965년 - 1971년 9월 10일 | 후임 덩샤오핑 |

| | 중화인민공화국 국무원총리 권한대행 |                  |
| --- | ---------------------------------- | ---------------- |
| 전 임 저우언라이 | 1968년 10월 31일 ~ 1971년 9월 10일 | 후 임 저우언라이 |
| 저우언라이 · 린뱌오(권한대행) · 저우언라이 · 덩샤오핑(권한대행) · 저우언라이 · 장춘차오(대행) · 화궈펑 · 자오쯔양 · 리펑 · 주룽지 · 원자바오 · 리커창 |                                    |                  |